# Mazda R130

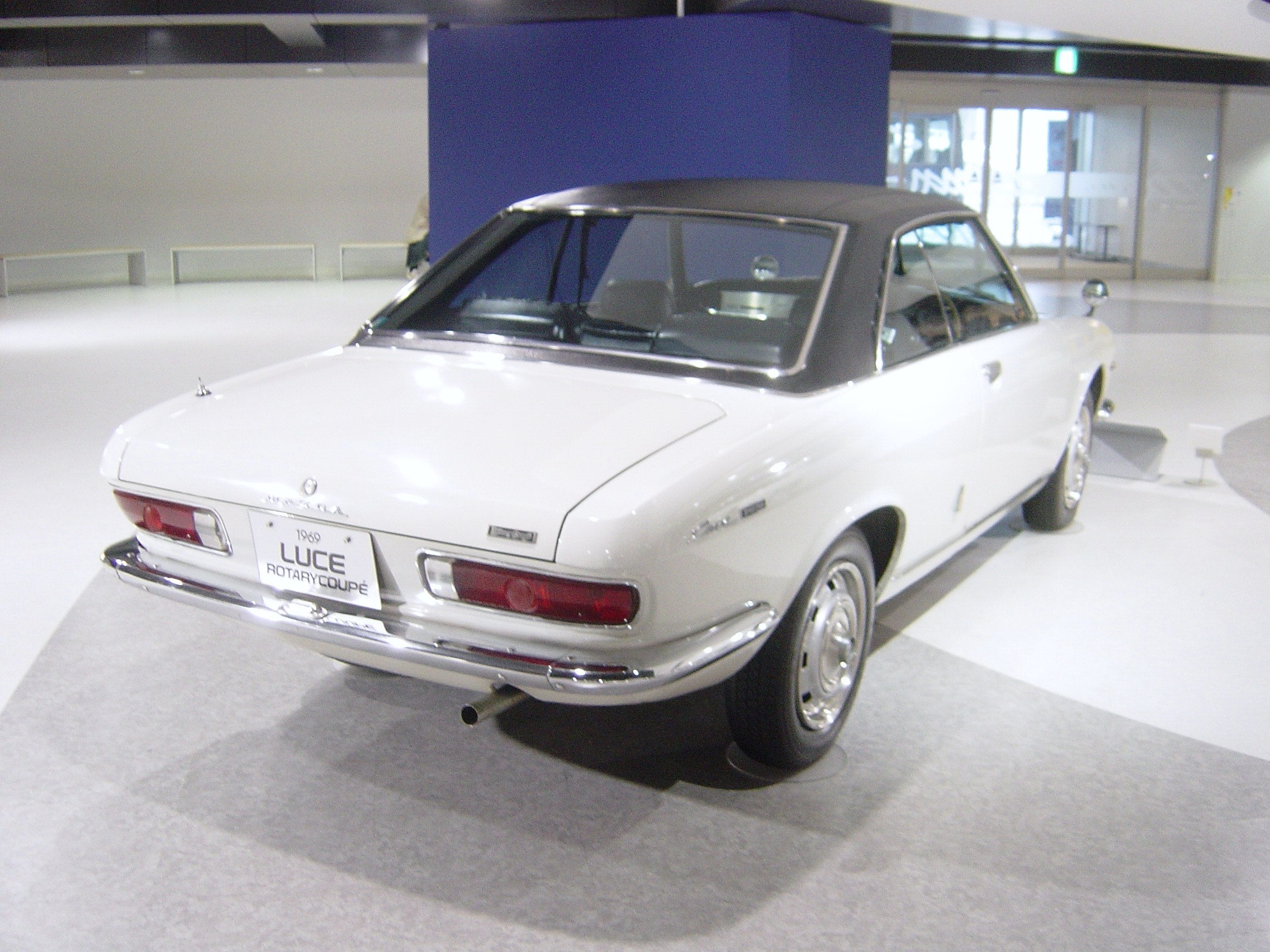
Heckansicht des Mazda R130/Luce Rotary Coupe

Der Mazda R130 Luce (italienisch für Licht), im Englischen auch Luce Rotary Coupe, war ein von 1969 bis 1972 in kleiner Auflage produziertes Hardtop-Coupé mit Wankelmotor des japanischen Automobilherstellers Mazda.

## Geschichte
1967 wurde der R130, noch als Konzeptfahrzeug "RX-87" tituliert, auf der Tokioter Automobilausstellung der Öffentlichkeit vorgestellt. Designt wurde der Wagen für Bertone von Giorgio Giugiaro und, auch wenn technisch verschieden, der Mazda Luce-Baureihe untergeordnet. Die Produktion begann im Oktober 1969 und endete im September 1972. In diesem Zeitraum wurden nur 976 Exemplare gefertigt. Sein Design wie die technische Ausstattung als auch der hohe Verkaufspreis, der bei 1,45 bis 1,75 Millionen Yen lag, brachten ihm den Spitznamen "Herr der Straße" ein. Obwohl auch für den Export gedacht, wurde der R130 nur auf dem japanischen Markt vertrieben. In Automobilsammlerkreisen ist der R130 mittlerweile begehrt.

## Technik
Der R130 war der erste Mazda mit Frontantrieb und wurde von einem Zweischeiben-Wankelmotor mit einem Kammervolumen von zusammen 1300 cm³ angetrieben, der 126 PS (93 kW) leistete. Die Maximalgeschwindigkeit lag bei 190 km/h. Der Zweitürer bot für fünf Personen Platz.